# AFC Women's Champions League
AFC Women's Champions League là giải đấu bóng đá nữ cấp câu lạc bộ của châu Á. Giải đấu có sự tham gia của các câu lạc bộ hàng đầu từ các quốc gia trực thuộc Liên đoàn bóng đá châu Á (AFC). Giải đấu được thành lập vào năm 2024 trên cơ sở kế thừa AFC Women's Club Championship, một giải đấu thử nghiệm được tổ chức từ năm 2019 đến năm 2023.

## Lịch sử
Ý tưởng cho giải đấu nữ cấp câu lạc bộ châu Á lần đầu tiên được đề xuất vào năm 2018.  Một năm sau, Giải vô địch bóng đá nữ các câu lạc bộ châu Á ra đời với tư cách là một giải đấu thí điểm dành cho các đội bóng nữ của châu Á, với mùa giải đầu tiên được tổ chức dưới dạng giải đấu vòng tròn tính điểm gồm bốn đội. 
Vào năm 2023, thể thức cho giải đấu cấp câu lạc bộ mới mang tên AFC Women's Champions League đã được công bố. Bắt đầu từ mùa giải 2024–25, giải đấu bao gồm một vòng loại, một vòng bảng gồm mười hai đội và một vòng loại trực tiếp. Trong bốn mùa giải đầu tiên, sẽ có một câu lạc bộ đại diện mỗi hiệp hội thành viên tham gia theo phân bổ dựa trên Bảng xếp hạng giải đấu nữ cấp câu lạc bộ AFC, kết hợp giữa thành tích của các câu lạc bộ của họ tại AFC Women's Champions League và Bảng xếp hạng bóng đá nữ FIFA mới nhất như sau:
- đến 2027–28: 70% điểm câu lạc bộ + 30% điểm đội tuyển quốc gia;
- từ 2028–29 đến 2029–30: 90% điểm câu lạc bộ + 10% điểm đội tuyển quốc gia;
- từ 2030–31 trở đi: 100% điểm câu lạc bộ

## Kết quả
| Lần | Năm     | Vô địch | Á quân | Địa điểm tổ chức trận chung kết | Số đội |
| --- | ------- | ------- | ------ | ------------------------------- | ------ |
| 1   | 2024–25 |         |        |                                 | 21     |

## Tiền thưởng
Bắt đầu từ mùa giải 2024–25, cơ cấu tiền thưởng như sau.
- Vòng bảng: 100.000 đô la
- Vòng tứ kết: 80.000 đô la
- Bán kết: 120.000 đô la
- Á quân: 500.000 đô la
- Vô địch: 1.000.000 đô la